# Казахстан (Зерендинский район)
Казахстан (каз. Қазақстан) — село в Зерендинском районе Акмолинской области Казахстана. Входит в состав Аккольского сельского округа. Код КАТО — 115633300.

## География
Село расположено на востоке района, в 56 км на северо-восток от центра района села Зеренда, в 7 км на восток от центра сельского округа села Акколь. Близ села имеется озеро Акшасор.

### Улицы[2]
- ул. Мектеп,
- ул. Орталык.

### Ближайшие населённые пункты
- село Акколь в 7 км на западе,
- село Ивановка в 7 км на юго-западе,
- село Туполевка в 9 км на востоке,
- село Кызылтан в 10 км на севере,
- село Молодёжное в 13 км на юго-востоке.

## Население
В 1989 году население села составляло 238 (из них казахов 100%).
В 1999 году население села составляло 245 человек (137 мужчин и 108 женщин). По данным переписи 2009 года, в селе проживало 214 человек (118 мужчин и 96 женщин).
| Численность населения | Численность населения | Численность населения |
| 1989                  | 1999                  | 2009                  |
| --------------------- | --------------------- | --------------------- |
| 238                   | ↗245                  | ↘214                  |